# Chillán
Chillán – miasto w środkowym Chile, w Dolinie Środkowochilijskiej, przy Drodze Panamerykańskiej; stolica utworzonego w 2018 roku regionu Ñuble, w prowincji Diguillín. Około 170 tys. mieszkańców.
Urodził się tam Bernardo O’Higgins.

## Współpraca
- Hamilton, Nowa Zelandia
- Mürzzuschlag, Austria
- Río Cuarto, Argentyna